# ژوراولیوفکا (استان آمور)
ژوراولیوفکا (به لاتین: Zhuravlyovka) یک منطقهٔ مسکونی در روسیه است که در استان آمور واقع شده‌است.